# Стукалин, Юрий Викторович
Юрий Викторович Стукалин (род. 17 июля 1962) — русский писатель, переводчик, сценарист, путешественник и историк-любитель. Член Союза писателей России. Член совета по фантастике и приключениям при Союзе писателей России. Входит в число ведущих специалистов по истории и культуре американских индейцев в России. С 1994 по 1998 — главный редактор историко-этнографического альманаха «Иктоми». Лауреат Литературной премии имени Александра Беляева 2020 года.
Участник нескольких экспедиций в джунгли  Мексики и Гватемалы. Автор многих научно-популярных книг по этнологии индейцев Северной Америки, а также истории освоения Дикого Запада, дополненных богатыми подборками фотографий музейных экспонатов и красочных репродукций картин ведущих художников-индеанистов XIX—XX вв. Один из создателей интернет-ресурса о культуре и истории американских индейцев www.mezoamerica.ru.
Дебютный роман Юрия Стукалина «Быть зверем», посвящённый индейцам майя, в котором для человека нового тысячелетия реальностью становится трагедия пятисотлетней давности, вышел в 2005 году. В 2008 году он был переиздан в авторской редакции под новым названием «Смерть в сельве»; годом позже вышло его продолжение «Евангелие от Чаквапи».

## Сценарии
- Чёрные кошки (сериал, 2013)
- Петля Нестерова (сериал, 2015)
- Джульбарс (сериал, 2017)
- Гадалка (сериал, 2019)